# Czujące istoty
Czujące istoty – w buddyzmie termin obejmujący wszelkie istoty odczuwające.
Czujące istoty stanowią jedynie przejawy jednego Umysłu, ich indywidualność jest iluzją. Niektóre szkoły buddyzmu wyłączają buddów spośród czujących istot.
Wyróżniającą cechą czujących istot jest to, że posiadają one organa zmysłów, poprzez które wyrażać się może świadomościowy aspekt Umysłu. Na organizm istoty muszą składać się warunki pozwalające zaistnieć (przejawić się) procesowi świadomości, aby z buddyjskiego punktu widzenia można było taką istotę nazwać czującą. Nie ma większego znaczenia rozmiar istoty, temperatura jej ciała, forma, ani iloraz inteligencji — dla przykładu za czującą istotę buddyzm uznaje tak samo człowieka jak i mszycę.
Sprawianie cierpienia czującym istotom buduje negatywną karmę przez wytwarzanie zalążków negatywnych tendencji we względnej świadomości alaja działającego. Tendencje te nazywamy negatywnymi ponieważ prowadzą do cierpienia, zaś cierpienie jednej czującej istoty i innej są tożsame, gdyż umysł każdej czującej istoty jest tym samym w swej naturze. Wszystkie istoty pragną osiągnąć szczęście i uniknąć cierpienia.
Na absolutnym poziomie czująca istota istnieje jako tylko Umysł, na względnym poziomie istnieją jednak przejawienia w wyniku działań prawa przyczyny i skutku w postaci indywidualnie rozwiniętych skupisk zgodnie z zasadą reinkarnacji, patrz artykuł Czittamatra.